# ロックフォール (チーズ)
ロックフォール (Roquefort) はアオカビで熟成されるブルーチーズの代表格で、フランス産。
また、フランス最古のチーズといわれている。
フランス南部ミディ＝ピレネー地域圏アヴェロン県のロックフォール＝シュル＝スールゾン村の地下に広がる洞窟に、コムギとオオムギの粉で作ったパンを設置して採取、繁殖させたアオカビの一種 Penicillium roqueforti により熟成させたヒツジの乳によるチーズ。
伝説的には数千年前、この村内のコンバルー山北側斜面に形成された巨大な洞窟で、羊飼いがたまたま置き忘れたチーズに青カビ菌が付着してこのチーズが出来たとも言われるが、確かなところはわからない。現在もこの洞窟で採取されたアオカビを使い、またこの洞窟を利用した熟成庫で熟成させたものでないと、ロックフォールとして販売出来ないアペラシオン・ドリジーヌ・コントロレ（AOC、原産地統制呼称）指定を受けている。

## 製法
原料乳は羊乳である。古くは牛乳や山羊乳を多少混ぜることもあったが、1925年の法令で禁じられた。原料乳を搾乳する羊の品種はラコーヌ種、マネッシュ種、バスコ・ベルネーズ種が使われており、ラコーヌ種の割合が30%ともっとも多い。羊の飼料は草を主に与え、穀類などの配合飼料はあくまでも補助程度にとどめることになっている。
熟成に用いるアオカビ P. roqueforti は、先述のようにコンバルー山北側の石灰岩質の断崖が崩落して形成された斜面内部の洞窟で採取する。空気の流通のよい場所を選び、オオムギとコムギで作った10kgの大きさの丸パンを1-2ヶ月放置する。カビが内部にまで十分繁殖したところでパンの皮を除き、カビの胞子を含んだ内部から良質の部分を選抜し、乾燥して緑色の粉を得る。収率は重量比でもとのパンの1%程度である。なお、近年では人工培養した菌が用いられることもある。
原料乳を温めて、乳酸菌のスターターを加える。これに凝乳酵素を加えてカードを得るが、酵素を加えるのは搾乳後48時間以内と定められている。得られた凝乳（カード）は切断して自然に乳清（ホエー）を排出させる。このカードを過熱したり圧搾したりせずに加塩して型に入れる。このあとのホエー排出も圧搾せずに自重で自然に行い、カード片の間の隙間を温存させてチーズ内部のアオカビ繁殖面とする。
アオカビの接種は、原料乳を温めた段階で混入するものと、カードを型に移す段階でまぶすものがある。カードにまぶす場合も、胞子を含んだ粉を直接振り掛ける場合と、液状にして表面にかける場合がメーカーによって分かれるようである。
型からはずしたチーズは8日間寝かせてからコンバルー山の洞窟の熟成庫に運び込み、内部の隙間に空気が流通するように、1.5mmの太さの針を32本突き刺す。最低3ヶ月、通常4ヶ月、長くて9ヶ月熟成を行うが、熟成開始後4週間でアオカビの繁殖を抑制するために錫箔でくるみ、空気の流通を制限する。

## 味覚
塩分の量が多いため、塩味はかなり強い。また、アオカビによって乳脂肪分が分解されて生じた脂肪酸などのために鋭い風味があって、原料の羊乳の乳臭さはほとんど消失している。熟成が進んだものは浸出液がにじみ出ており、口に入れただけで容易に崩れて溶け、鋭い香りとともに強いうまみと塩味を感じる。内部の隙間に繁殖したアオカビは溶けないので、かびだけが残ってざらついた舌触りとなる。

## 食べ方
食べ方として、ロックフォールを使用したサラダドレッシングがある。

## 代表的ブルーチーズ
ブルーチーズとしては、ロックフォールのほかにもイタリアのゴルゴンゾーラ、イギリスのスティルトンなどが有名で、日本ではこれらをまとめて「世界三大ブルーチーズ」と呼ぶこともある。しかしロックフォールが羊乳を原料とするのに対し、他の2者は牛乳を原料とする点が異なる。
なおフランス国内では他にブルー・ドーヴェルニュと呼ばれるオーヴェルニュ産の牛乳を原料とするブルーチーズが知られる。

## コンバルー山
コンバルー山はロックフォール＝シュル＝スールゾン村の南側（北緯43度58分33秒 東経2度58分57秒 / 北緯43.975869度 東経2.982413度）に位置する、石灰岩質の小高い山である。頂上が平坦でその端がそり上がっている形状を鞍（コンバロ）になぞらえて命名された。山の頂上の平坦な地点には牧場があり、ヒツジが草を食む姿も見られる。
太古の昔、山の北面が3度ほど崩落し、洞窟が形成された。この洞窟には通風孔の役目をはたす亀裂が多数存在する。ロックフォールチーズ用の洞窟熟成庫は、この亀裂をうまく利用することにより、通気が保たれ、湿度と温度が年間を通じて一定になるよう設置されている。
各種のブルーチーズに用いるペニシリウム・ロックフォルティ (Penicillium roqueforti) はロックフォールにちなんで名づけられた。